# 李艾
李艾（1979年1月4日—），女，廣東廣州人，中国模特兒、主持人，畢業於廣東工業大學福特FORD世界超級模特大賽中國總冠軍，並獲“世界超級模特”稱號，中國職業模特委員會理事。

## 生平
1999年，李艾獲得福特FORD世界超級模特大賽中國總冠軍後，代表中國參加世界賽，因為一口流利的英語，天生的凝聚力和好口才，在比賽前獲得很多外國人的支持，又因為她一口流利的英語和好人緣，當起了義務聯絡員，為中國記者當翻譯，最終在決賽獲得最受媒體歡迎獎，即世界賽最佳新聞獎，回國後，李艾選擇了繼續留在廣州讀大學，沒有直接進模特兒圈，甚至放棄了去國外發展的機會，所以一直到大學畢業才開始參與一些相關模特兒的活動。
2002年開始接觸主持行業，她和其他主持人的搭擋，經常被傳媒看為亮點，被傳媒評價為“充滿智慧的光芒”。在2006年擔任第七屇CCTV模特電視大賽連續十天在直播節目中做評委，被傳媒和網友評為“最知性，最直言，最漂亮”的美女評委，而成為那屇比賽中一個很大的亮點。在2007年2月在上海國際模特大賽中做評委，其超卓表現又被傳媒稱贊為“近三年來主持人的驚喜”。
2008年北京奧運聖火傳遞擔任廣州站第三棒的火炬手。
2009年加盟湖南衛視和楊瀾，赵守镇 一起主持節目《天下女人》，而通過這個節目，楊瀾收李艾為徒並簽約陽光天女文化公司。
2010年李艾受到王偉忠賞識後，前往台灣錄了在當地的三大王牌節目，《王牌大賤諜》、《康熙来了》和《大學生了沒》，其直率爽朗的性格，也立刻贏得台灣觀眾的喜愛。李艾加盟江蘇衛視，和彭宇一起主持2010年江蘇衛視和台灣“綜藝教父”王偉忠、詹仁雄全新打造的談話類節目《幸福晚點名》。在2010年上映的《杜拉拉升職記》飾演伊娃一角，儘管其戲份不多，但其出色演技，令觀眾印象深刻，為更多人認識。
2016年主持浙江衛視選秀節目蜜蜂少女隊並擔任品選，但因篩選標準似乎與當時社會的認知有極其嚴重的落差，以致備受質疑其專業性及是否有其他因素介入篩選。

## 婚姻生活
2015年3月19日，李艾與男友兼經紀人张徐宁低調註冊結婚。
2019年2月20日，李艾宣佈懷孕。同年5月30日，以40歲之齡誕下兒子小燈泡。

## 作品

### 主持
- 中央電視台2002年青島國際啤酒節開幕式
- CCTV-MTV音樂盛典頒獎晚會
- 2003年中國時尚界春節聯歡晚會
- 2002年、2003年兩屆中國模特之星全國總決賽晚會
- 2003年第一屆中華小姐風采大賽全國總決賽晚會
- 2005年歐萊雅媒體頒獎典禮
- 2004年法國FTV電視台“亞洲最佳模特”
- 2003年主持中國移動特約“動感地帶”節目
- 2004年主持香港華娛衛視的“華娛星製造” 節目
- 2005年主持旅遊衛視《拍拍走》節目
- 2006年加入中央電視台主持全新娛樂節目《今夜笑不停》，以及廣東衛視的時尚節目《時尚365》
- 2006年5月起主持北京電視台生活頻道《時尚裝苑》周播版及《周周好生活》
- 2006年6月起主持四川衛視《中國美我愛女人》欄目
- 2006年9月主持Lens Crafters開業典禮
- 2006年9月和主持人戴軍主持北京電視台2006中韓超級模特大賽
- 2006年10月18日主持第五屆中國國際美容時尚周
- 2006年11月18日和主持人劉儀偉主持《好管家》五周年慶典活動
- 2006年12月31日晚在浙江衛視主持浙、港兩地新年倒計時明星演唱會的直播節目。
- 2007年在浙江衛視《三個女人一台戲》欄目中作主持人
- 2007年浙江衛視春節聯歡晚會主持人
- 2008年- 至今主持中國明日超模
- 2008年時尚瘦身模特大賽
- 2009年加盟湖南衛視楊瀾等一起主持節目《天下女人》
- 2009年和蔡康永主持北京衛視的《北京印。時尚盛典》
- 2009年和蔡康永主持《Elle2009風尚大典頒獎典禮》
- 2009年主持《SK-II 三十周年慶典》
- 2010年主持江蘇衛視全新打造的談話類節目《幸福晚點名》
- 2011年主持江蘇衛視全新打造的婚姻幸福秀節目《欢喜冤家》
- 2011年主持贵州衛視全新打造的相亲类節目《郎才女貌》
- 2013年5月客串主持江蘇衛視的明星跳水节目《星跳水立方》复赛第一场
- 2019年12月7日主持2019赛季中国足球超级联赛颁奖典礼

### 單曲
- 我喜歡這樣的自己

### 電影
- 2010年《杜拉拉升職記》飾演：伊娃
- 2013年《制服》飾演：蘇珊娜
- 2017年《中国推销员》
- 2018年《進擊的男孩》

### 電視劇
- 2020《我在北京等你》(客串)
- 2025《180天重启计划》
- 《就是爱你》

### 網絡劇
- 《快乐ELIFE》，2013年，客串

### 综艺节目
- 2013年 星跳水立方 參賽者
- 2017年2月12日 吐槽大会第一季嘉宾
- 2019年湖南衛視芒果TV《新生日記》
- 2019-2020年芒果TV《妻子的浪漫旅行》第三季
- 2020年湖南衛視及芒果TV《妻子的浪漫旅行》第四季
- 2021年湖南衛視及芒果TV《妻子的浪漫旅行》第五季

## 獎項
- 福特FORD世界超級模特大賽中國總冠軍
- 福特FORD世界超級模特大賽世界賽最佳新聞獎
- 2001年國際品牌中國十大名模獎
- 2002年中國職業十大名模
- 2002年中國時裝文化大獎
- 2002年以主演《山水海》電視台形象廣告獲得世界權威－美國摩比廣告大獎金獎
- 2002年10月以首支單曲《我喜歡我自己這樣》獲得上海東方風雲榜、雪碧榜、中國流行金曲榜等單曲冠軍、廣東音樂先鋒鎊十大金曲、全球華語流行傳媒大獎最佳單曲

## 外部連結
- 李艾的新闻[永久]
- 李艾新浪博客 （页面存档备份，存于）
- 李艾的空間-騰訊blog （页面存档备份，存于）
- 李艾新浪微博 （页面存档备份，存于）

1. ↑  . xq2018.gdut.edu.cn.   [2025-03-13]. （原始内容存档于2020-02-23）.
2. ↑  . 闽南网.